# Harlan J. Bushfield

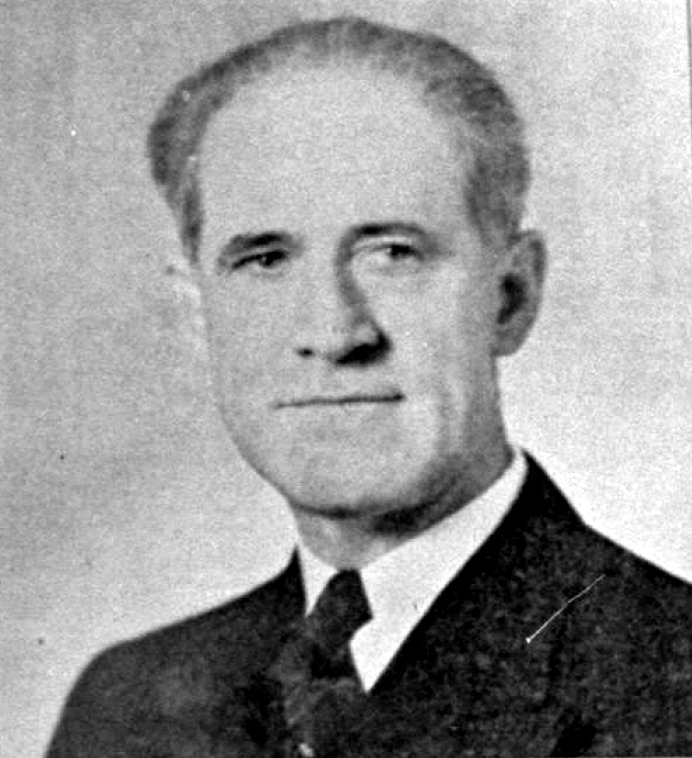
Harlan J. Bushfield

Harlan John Bushfield (* 6. August 1882 in Atlantic, Iowa; † 27. September 1948 in Miller, South Dakota) war ein US-amerikanischer Politiker (Republikanische Partei). Er war sowohl Gouverneur von South Dakota als auch Senator im Kongress der Vereinigten Staaten für diesen Bundesstaat.

## Frühe Jahre
Harlan Bushfield wurde 1882 in Iowa geboren. 1883 zogen er und seine Eltern nach South Dakota. Nachdem er 1899 bis 1901 an der Dakota Wesleyan University in Mitchell studiert hatte, graduierte er 1904 an der Law School der University of Minnesota, wurde im selben Jahr in die Anwaltschaft aufgenommen und war anschließend als Anwalt in Miller tätig.

## Aufstieg zum Gouverneur
Im Jahr 1936 war Bushfield Vorsitzender des republikanischen Parteitags in South Dakota. 1938  wurde er zum Gouverneur seines Staates gewählt. Bushfields Amtszeit begann am 3. Januar 1939. Nach einer Wiederwahl im Jahr 1940 konnte er bis zum 5. Januar 1943 als Gouverneur amtieren. In dieser Zeit gelang es ihm, die Staatsverschuldung South Dakotas zu reduzieren. Gleichzeitig konnte er Steuererleichterungen durchsetzen. Der zweite Teil seiner Amtszeit war von den Ereignissen des Zweiten Weltkrieges überschattet, in den die Vereinigten Staaten durch den japanischen Angriff auf Pearl Harbor verwickelt wurden. Nun musste die Industrieproduktion des Landes auf den Rüstungsbedarf umgerüstet werden. Gleichzeitig wurden junge Männer für das Militär gemustert und eingezogen. South Dakota stellte im Zweiten Weltkrieg zwei Bataillone, die im pazifischen Raum eingesetzt wurden.

## US-Senator
Im Jahr 1942 wurde Bushfield in den US-Senat gewählt. Dieses Mandat übte er vom 3. Januar 1943 bis zu seinem Tod am 27. September 1948 aus. Im Kongress war er ein entschiedener Gegner der Vereinten Nationen. Er sprach sich auch gegen die von der Roosevelt-Regierung gemachten Handelsverträge aus. Nach seinem Ableben übernahm seine Ehefrau Vera seinen Sitz. Harlan Bushfield hatte mit seiner Frau drei Kinder.